# Quercus vicentensis
Quercus vicentensis — вид рослин з родини букових (Fagaceae); поширений в Сальвадорі, Гватемалі й Мексиці.

## Опис
Понад 3 м заввишки.

## Середовище проживання
Країни поширення: Сальвадор, Гватемала, Мексика.